# Sor Josefa Díaz y Clucellas
Josefa Raimunda Hermenegilda Díaz y Clucellas (Santa Fe, el 13 de abril de 1852-Villa del Rosario, 24 de septiembre de 1917) es considerada la primera pintora con firma del continente. Hay un museo en su honor: "Museo Provincial Sor Josefa Díaz y Clucellas". Elaboró pintura costumbrista y es considerada una intuitiva, creadora de obras sorprendentes para su época. Dedicaba a ellas la mayor parte de su tiempo.
Muchas de sus obras se perdieron, o quienes las tienen, no conocen que pertenecen a Josefa debido a que muchas veces no las firmaba. Es así que pocos o ninguno de sus paisajes quedan. También se perdió el paisaje que ella contempló desde la azotea de su casa y pintó en una tela de grandes proporciones -paisaje fluvial con sus barcas y sus gentes- manifiestan quienes lo vieron y lo consideran como su obra maestra.
En 2024 se inauguró "La josefa" espacio cultural de la mujeres santafesinas, albergado en la casona en la que vivó la artista y ahora dedicado a muestras y eventos artísticos.